# Martin Baxa
Martin Baxa (ur. 16 września 1975 w Pilźnie) – czeski polityk, nauczyciel i samorządowiec, działacz Obywatelskiej Partii Demokratycznej, prezydent Pilzna, deputowany do Izby Poselskiej, od 2021 minister kultury.

## Życiorys
W 1994 ukończył szkołę średnią w rodzinnej miejscowości, a w 1999 studia nauczycielskie z zakresu historii i geografii na Uniwersytecie Masaryka w Brnie. Podjął pracę w zawodzie nauczyciela w szkole średniej w Pilźnie, od 2004 do 2017 był zatrudniony w niepełnym wymiarze czasu pracy.
W 1999 wstąpił do Obywatelskiej Partii Demokratycznej. W latach 2002–2006 był radnym miejskim Pilzna, a następnie do 2010 członkiem zarządu miejskiego obwodu Pilzno 3. W latach 2010–2014 pełnił funkcję prezydenta Pilzna, następnie przez cztery lata był pierwszym zastępcą prezydenta, odpowiadając m.in. za kulturę, turystykę i ochronę zabytków. W 2018 powrócił na stanowisko prezydenta miasta, zajmował je do 2022.
W 2004 został wybrany na radnego kraju pilzneńskiego, uzyskiwał reelekcję w kolejnych wyborach. W latach 2004–2008 wchodził w skład władz wykonawczych kraju, w których zajmował się kulturą i ochroną zabytków. Odpowiadał za te obszary również w latach 2016–2018, będąc wówczas zastępcą hetmana kraju pilzneńskiego.
W 2017 po raz pierwszy uzyskał mandat deputowanego do Izby Poselskiej. W 2018 został wiceprzewodniczącym swojego ugrupowania. W wyborach w 2021 z powodzeniem ubiegał się o poselską reelekcję.
W grudniu 2021 objął stanowisko ministra kultury w nowo powołanym rządzie Petra Fiali.